# Stefan Sochański
Stefan Sochański (ur. 17 listopada 1948 w Rucewie) – polski sztangista, brązowy medalista mistrzostw świata (1973) i Europy (1970), mistrz Polski, rekordzista Polski.

## Kariera sportowa
Jego największymi sukcesami w karierze międzynarodowej był brązowy medal mistrzostw świata w 1973 w kategorii 82,5 kg oraz brązowy medal mistrzostw Europy w kategorii 82,5 kg w 1970 wynikiem 465 kg (150 kg + 140 kg + 175 kg). Ponadto startował na mistrzostwach świata w 1975 (6 m. – kat. 82,5 kg) oraz mistrzostwach Europy w 1973 (5 m. – kat. 82,5 kg), 1974 (6 m. – kat. 82,5 kg), 1975 (6 m. – kat. 90 kg).
Na mistrzostwach Polski zdobył mistrzostwo Polski w 1973 i 1974 w kategorii 82,5 kg oraz w 1975 w kategorii 90 kg, wicemistrzostwo Polski w 1972 w kategorii 82,5 kg.
Reprezentował barwy Lotnika Warszawa i Zawiszy Bydgoszcz.
Po zakończeniu kariery zawodniczej, od lat 80 pracował jako trener i nauczyciel w-f w Białymstoku. Początkowo zajmował się podnoszeniem ciężarów, od lat 90 jest trenerem trójboju siłowego. W tej ostatniej dyscyplinie startuje także w zawodach weteranów – zdobywając wielokrotnie tytuł mistrza Europy i mistrza Świata.
Posiada uprawnienia trenerskie I klasy w podnoszeniu ciężarów oraz magistra sportu. W latach 1995–2008 był równocześnie komendantem Straży Miejskiej w Białymstoku.

## Wyniki w trójboju siłowym szczegółowo
Osiągnięcia w trójboju siłowym i wyciskaniu leżąc w federacji PZKFiTS oraz IPF:

### Grupa startowa Masters I (40 -  lat)
1. I miejsce w kat do 90 kg (225 kg), Mistrzostwa Polski w Martwym Ciągu, federacja XPC, 19.09.2018 r., Łuków,

### Grupa startowa Masters II
1. I miejsce OPEN w kat. 82,5 kg (190 kg + 115 kg + 220 kg = 525 kg), 7 rekordów Polski, Mistrzostwa Polski Weteranów w Trójboju Siłowym, 15 – 16.05.1993 r., Kielce,
2. I miejsce OPEN w kat 82,5 kg (195 kg + 110 kg + 240 kg = 545 kg), 5 rekordów Polski, Mistrzostwa Polski Weteranów w Trójboju Siłowym, 5 – 6.06.1994 r., Bielsko Biała,
3. II miejsce OPEN w kat 90 kg (215 kg + 120 kg + 250 kg = 585 kg), 6 rekordów Polski, Mistrzostwa Polski Weteranów w Trójboju Siłowym, 3 – 4.06.1995 r., Bielsko Biała,
4. II miejsce OPEN w kat 90 kg (230 kg + 130 kg + 240 kg = 600 kg), 5 rekordów Polski, Mistrzostwa Polski Weteranów w Trójboju Siłowym, 4 – 5.05.1996 r., Tomaszów Lubelski,
5. II miejsce OPEN w kat 100 kg (147,5 kg), Mistrzostwa Polski Weteranów w Wyciskaniu Leżąc, 21 – 22.11.1998 r., Police,
6. III miejsce OPEN (160 kg), 2 rekordy Polski, Mistrzostwa Polski Weteranów w Wyciskaniu Leżąc, 19 – 20.06.1999 r., Legnica,
7. I miejsce w kat. 90 kg (242,5 kg + 152,5 kg + 257,5 kg = 652,5 kg), 6 rekordów Polski, Mistrzostwa Europy Weteranów w Trójboju Siłowym, federacja EPF, 14 – 18.07.1999 r., Luksemburg[1],
8. I miejsce w kat 100 kg (157,5 kg), Mistrzostwa Polski Weteranów w Wyciskaniu Leżąc, 23 – 24.10.1999 r., Chorzów,
9. I miejsce OPEN w kat. 100 kg (255 kg + 157,5 kg + 255 kg = 667,5 kg), 8 rekordów Polski, Mistrzostwa Polski Weteranów w Trójboju Siłowym, 18 – 19.12.1999 r., Kościan,
10. II miejsce OPEN w kat 90 kg (265 kg + 162,5 kg + 252,5 kg = 680 kg), 7 rekordów Polski, Mistrzostwa Polski Weteranów w Trójboju Siłowym, 4 – 5.03.2000 r., Kielce,
11. I miejsce w kat. 90 kg (260 kg + 155 kg + 285 kg Rekord Europy (RE), 290 kg RE = 700 kg), 6 rekordów Polski, Mistrzostwa Europy Weteranów w Trójboju Siłowym, federacja EPF, 5 – 9.07.2000 r., Gyor Węgry[1],
12. II miejsce w kat. 90 kg (275 kg + 157,5 kg + 287,5 kg = 720 kg), Mistrzostwa Świata Weteranów w Trójboju Siłowym, federacja IPF, 18 – 22.10.2000 r., Usti nad Łabą Czechy[2],
13. II miejsce OPEN w kat 100 kg (165 kg), Mistrzostwa Polski Weteranów w Wyciskaniu Leżąc, 28 – 29.10.2000 r., Gdynia,
14. II miejsce Senior oraz OPEN Weteranów, w kat 90 kg (262,5 kg + 165 kg + 270 kg), 1 rekord Polski, Mistrzostwa Polski Weteranów w Trójboju Siłowym, 31.03 – 01.04.2001 r., Bydgoszcz,
15. II miejsce w kat 100 kg (165 kg), Mistrzostwa Polski Weteranów w Wyciskaniu Leżąc, 30.05 – 01.06.2001 r., Kielce,
16. I miejsce w kat 90 kg (270 kg + 160 kg + 282,5 kg = 712,5 kg), Mistrzostwa Europy Weteranów w Trójboju Siłowym, federacja EPF, 03 – 08.07.2001 r., Bratysława Słowacja[1],
17. III miejsce OPEN w kat 100 kg (162,5 kg), Puchar Polski Weteranów w Wyciskaniu Leżąc, 28 – 29.09.2001 r., Kamienna Góra,
18. II miejsce OPEN w kat 100 kg (257,5 kg + 167,5 kg + 275 kg = 700 kg), 6 rekordów Polski, Mistrzostwa Polski Seniorów i Weteranów w Trójboju Siłowym, 16 – 17.03.2002 r., Bydgoszcz,
19. I miejsce w kat 90 kg (272,5 kg + 167,5 kg + 287,5 kg = 727,5 kg RŚ), 3 rekordy Polski, Mistrzostwa Europy Weteranów w Trójboju Siłowym, federacja EPF, 03 – 07.07.2002 r., Kołomyja Ukraina[1],
20. I miejsce w kat 90 kg (282,5 kg + 170 kg + 272,5 kg = 725 kg), 2 rekordy Polski, Mistrzostwa Europy Weteranów w Trójboju Siłowym, federacja EPF, 04.07.2003 r., Balatonalmadi Węgry[1],
21. II miejsce w kat 100 kg (275 kg + 170 kg + 272,5 kg = 717,5 kg), Mistrzostwa Europy Weteranów w Trójboju Siłowym, 08.07.2004 r., Hawirow Czechy[1],
22. I miejsce w kat 90 kg (270 kg + 175 kg + 282,5 kg = 727,5 kg), Mistrzostwa Świata Weteranów w Trójboju Siłowym, federacja IPF, 05 – 10.10.2004 r., Ujdapur Indie[3],
23. I miejsce OPEN w kat 100 kg (260 kg + 165 kg + 255 kg = 680 kg), Mistrzostwa Polski Seniorów i Weteranów w Trójboju Siłowym, 16 – 17.06.2005 r., Kielce,
24. I miejsce w kat 90 kg (272,5 kg + 170 kg + 285 kg = 727,5 kg), Mistrzostwa Europy Weteranów w Trójboju Siłowym, federacja EPF, 08.07.2005 r., Trencin Słowacja, po raz pierwszy klasyfikacja w poszczególnych bojach – zawodnik wygrał klasyfikację we wszystkich bojach[1],
25. I miejsce w kat 90 kg (285 kg + 177,5 kg + 277,5 kg = 740 kg RŚ), 4 rekordy Polski, Mistrzostwa Świata w Trójboju Siłowym, federacja IPF, 07.10.2005 r., Kasyno Karuzo koło Pretorii RPA, zawodnik wygrał klasyfikację we wszystkich bojach[4],
26. I miejsce w kat 90 kg (245 kg + 170 kg + 275 kg = 690 kg), Mistrzostwa Europy Weteranów w Trójboju Siłowym, federacja EPF, 06 – 09.07.2006 r., Prostejow Czechy, zawodnik osiągnął I miejsce w WL i ciągu oraz III miejsce w przysiadzie[1],
27. II miejsce w kat 90 kg (267,5 kg + 155 kg + 270 kg = 692,5 kg), Mistrzostwa Europy Weteranów w Trójboju Siłowym, federacja EPF, 04 – 07.07.2007 r., Prostejów Czechy, zawodnik osiągnął III miejsce w przysiadzie, II miejsce w MC[1],

### Grupa startowa Masters III
1. I miejsce w kat 90 kg (240 kg + 145 kg + 250 kg = 635 kg), 7 rekordów Polski, Mistrzostwa Europy Weteranów w Trójboju Siłowym, federacja EPF, 02 – 05.07.2008 r., Luksemburg, zawodnik osiągnął I miejsce w przysiadzie oraz III w MC[1],
2. I miejsce w kat 100 kg (265 kg + 162,5 kg + 247,5 kg = 675 kg), 6 rekordów Polski, Mistrzostwa Polski Weteranów w Trójboju Siłowym i Wyciskaniu Leżąc, 16.05.2009 r., Kielce,
3. I miejsce w kat 90 kg (247,5 kg + 150 kg + 265 kg RE = 662,5 kg), 5 rekordów Polski, Mistrzostwa Europy Weteranów w Trójboju Siłowym, federacja EPF, 23 – 27.06.2009 r., Pilsen Czechy, zawodnik osiągnął I miejsce w przysiadzie oraz MC[1],
4. I miejsce w kat 90 kg (245 kg + 147,5 kg + 267,7 kg RE = 660 kg), 2 rekordy Polski, Mistrzostwa Świata Weteranów, federacja IPF, 28.09 – 03.10.2009 r., Ostrawa Czechy, zawodnik osiągnął I miejsce w przysiadzie oraz MC[5],
5. I miejsce OPEN w kat 100 kg (260 kg + 145 kg + 235 kg = 640 kg), Mistrzostwa Polski Weteranów w Trójboju Siłowym, 08.05.2010 r., Kielce,
6. I miejsce w kat 90 kg (230 kg + 135 kg + 242,5 kg = 607,5 kg), 10 tytuł Mistrza Europy, Mistrzostwa Europy Weteranów w Trójboju Siłowym, federacja EPF, 22 – 26.06.2010 r., Pilzen Czechy, zawodnik osiągnął II miejsce we wszystkich bojach[6],
7. I miejsce w kat 90 kg (257,5 kg + 137,5 kg + 260 kg = 655 kg), 1 rekord Polski, Mistrzostwa Świata Weteranów w Trójboju Siłowym, federacja IPF, 27.09 – 02.10.2010 r., Pilzen Czechy, zawodnik osiągnął I miejsce w przysiadzie, III miejsce w WL, II miejsce w MC[7],
8. I miejsce (220 kg + 130 kg + 220 kg = 570 kg), Puchar Polski w Trójboju Siłowym, 29.08.2010 r., Kielce,
9. kat 100 kg (260 kg + 150 kg + 250 kg), 5 rekordów Polski, Mistrzostwa Polski Weteranów w Trójboju Siłowym, 29.05.2011 r., Kielce, zawodnik doznał kontuzji kolana lewego w wyniku czego poddał się operacji i zawiesił starty na czas rekonwalescencji.

### Grupa Startowa Masters V (60 - 64 lat)
1. I miejsce w kat do 90 kg (160 kg + 110 kg + 170 kg = 440 kg), 4 rekordy świata, Mistrzostwa Świata w Trójboju Siłowym Klasycznym, federacja WUAP, 07 – 11.10.2014 r., Telfs Austria[8],
2. I miejsce w kat do 90 kg (240 kg + 90 kg + 240 kg = 440 kg), 3 rekordy świata, Mistrzostwa Świata w Trójboju Siłowym, federacja WUAP, 07 – 11.10.2014 r., Telfs Austria,
3. I miejsce w kat do 90 kg (200 kg), Puchar Świata w Martwym Ciągu Klasycznym, federacja WPC, 24 – 30.11.2014 r., Bratysława Słowacja,
4. I miejsce w kat do 90 kg (240 kg), 3 rekordy świata, Puchar Świata w Martwym Ciągu, federacja WPC, 24 – 30.11.2014 r., Bratysława Słowacja,
5. I miejsce w kat do 100 kg (195 kg + 110 kg + 210 kg = 515 kg), 7 rekordów świata, Mistrzostwa Świata w Trójboju Siłowym Klasycznym, federacja WPA, 14 – 17.05.2015 r., Łutsk Ukraina,
6. I miejsce w kat do 100 kg (240 kg + 137,5 kg + 242,5 kg = 620 kg), 8 rekordów świata, Mistrzostwa Świata w Trójboju Siłowym, federacja WPA, 14 – 17.05.2015 r., Łutsk Ukraina,
7. I miejsce w kat do 100 kg (210 kg), 1 rekord świata, Mistrzostwa Świata w Martwym Ciągu Klasycznym, federacja WPA, 14 – 17.05.2015 r., Łutsk Ukraina,
8. I miejsce w kat do 100 kg (242,5 kg), 1 rekord świata, Mistrzostwa Świata w Martwym Ciągu, federacja WPA, 14 – 17.05.2015 r., Łutsk Ukraina,
9. I miejsce w kat do 100 kg (182,5 kg + 110 kg + 220 kg = 512,5 kg), 4 rekordy świata, Mistrzostwa Europy w Trójboju Siłowym Klasycznym, federacja WPC, 08 – 12.06.2015 r., Ryga Łotwa,
10. I miejsce w kat do 100 kg (242,5 kg + 130 kg + 255 kg = 627,5 kg), 4 rekordy świata, Mistrzostwa Europy w Trójboju Siłowym, federacja WPC, 08 – 12.06.2015 r., Ryga Łotwa,
11. I miejsce w kat do 100 kg (215 kg), 2 rekordy świata, Mistrzostwa Europy w Martwym Ciągu Klasycznym, federacja WPC, 08 – 12.06.2015 r., Ryga Łotwa,
12. I miejsce w kat do 100 kg (245 kg), 2 rekordy świata, Mistrzostwa Europy w Martwym Ciągu, federacja WPC, 08 – 12.06.2015 r., Ryga Łotwa,
13. I miejsce w kat do 100 kg (210 kg + 105 kg + 227,5 kg = 542,5 kg), 10 rekordów świata, Mistrzostwa Europy w Trójboju Siłowym Klasycznym, federacja WUAP, 17 – 20.06.2015 r., Praga Czechy,
14. I miejsce w kat do 100 kg (232,5 kg + 120 kg + 260 kg = 612,5 kg), 6 rekordów świata, Mistrzostwa Europy w Trójboju Siłowym, federacja WUAP, 17 – 20.06.2015 r., Praga Czechy,
15. I miejsce w kat do 100 kg (245 kg + 125 kg + 257,5 kg = 627,5 kg), 3 rekordy świata, Mistrzostwa Świata w Trójbosju Siłowym, federacja WPC, 09 – 15.11.2015 r., Porto Portugalia,
16. I miejsce w kat do 100 kg (185 kg + 105 kg + 225 kg = 515 kg), 3 rekordy świata, Mistrzostwa Świata w Trójboju Siłowym Klasycznym, federacja WPC, 09 – 15.11.2015 r., Porto Portugalia,
17. I miejsce w kat do 100 kg (262,5 kg), 1 rekord świata, Mistrzostwa Świata w Martwym Ciągu, federacja WPC, 09 – 15.11.2015 r., Porto Portugalia,
18. II miejsce w kat do 100 kg (222,5 kg), Mistrzostwa Świata w Martwym Ciągu Klasycznym, federacja WPC, 09 – 15.11.2015 r., Porto Portugalia,
19. I miejsce w kat do 90 kg (247,5 kg), 2 rekordy świata, Mistrzostwa Europy w Martwym Ciągu, federacja WPA, 11- 12.11.2015 r., Łódź,
20. II miejsce w kat do 90 kg (230 kg), Mistrzostwa Europy w Martwym Ciągu Klasycznym, federacja WPA, 11- 12.11.2015 r., Łódź,
21. I miejsce (202,5 kg), 2 rekordy świata, Mistrzostwa Polski w Martwym Ciągu Klasycznym, federacja GPC, 02 – 03.04.2016 r., Zalesie,
22. I miejsce w kat do 90 kg (177,5 kg + 90 kg + 215 kg = 482,5 kg), 5 rekordów świata, Mistrzostwa Europy w Trójboju Siłowym Klasycznym, 17.06.2016 r., Gyula Węgry,
23. I miejsce w kat do 90 kg (225 kg + 120 kg + 252,5 kg = 597,5 kg), 2 rekordy świata, Mistrzostwa Europy w Trójboju Siłowym, 17.06.2016 r., Gyula Węgry,
24. I miejsce w kat do 90 kg (172,5 kg + 95 kg + 212,5 kg = 480 kg), Puchar Świata w Trójboju Siłowym Klasycznym, federacja WPA, 10 – 11.06.2016 r., Łutsk Ukraina,
25. I miejsce w kat do 90 kg (240 kg + 110 kg + 250 kg = 600 kg), 7 rekordów świata, Puchar Świata w Trójboju Siłowym, federacja WPA, 10 – 11.06.2016 r., Łutsk Ukraina,
26. I miejsce (212,5 kg), Puchar Świata w Martwym Ciągu Klasycznym, federacja WPA, 10 – 11.06.2016 r., Łutsk Ukraina,
27. I miejsve (250 kg), Puchar Świata w Martwym Ciągu Klasycznym, federacja WPA, 10 – 11.06.2016 r., Łutsk Ukraina,
28. I miejsce w kat do 90 kg (230 kg), 1 rekord świata, Mistrzostwa Świata w Martwym Ciągu, federacja GPC, 18 – 24.09.2016, Kniażewac Serbia,
29. I miejsce w kat do 90 kg (210 kg), Mistrzostwa Świata w Martwym Ciągu Klasycznym, federacja GPC, 18 – 24.09.2016, Kniażewac Serbia,
30. I miejsce w kat do 90 kg (247,5 kg + 127,5 kg + 240 kg = 615 kg), 7 rekordów świata, Mistrzostwa Świata w Trójboju Siłowym, federacja GPC, 18 – 24.09.2016, Kniażewac Serbia,
31. I miejsce w kat do 90 kg (180 kg + 97,5 kg + 217,5 kg = 495 kg), 8 rekordów świata, Mistrzostwa Świata w Trójboju Siłowym Klasycznym, federacja GPC, 18 – 24.09.2016, Kniażewac Serbia,
32. I miejsce w kat do 100 kg (210 kg), dwa rekordy świata, Mistrzostwa Świata w Martwym Ciągu Klasycznym, federacja WUAP, 5.10.2016 r., Herzberg Niemcy,
33. I miejsce w kat do 90 kg (240 kg), dwa rekordy świata, Mistrzostwa Świata w Martwym Ciągu, federacja WUAP, 5.10.2016 r., Herzberg Niemcy,
34. I miejsce w kat do 90 kg (175 kg + 92,5 kg + 217,5 kg = 485 kg), dwa rekordy świata, Mistrzostwa Świata w Trójboju Siłowym Klasycznym, federacja WUAP, 5.10.2016 r., Herzberg Niemcy,
35. I miejsce w kat do 90 kg (215 kg + 125 kg + 260 kg = 600 kg), jeden rekord świata, Mistrzostwa Świata w Trójboju Siłowym, federacja WUAP, 5.10.2016 r., Herzberg Niemcy,
36. I miejsce w kat do 90 kg (180 kg + 92,5 kg + 215 kg = 487,5 kg), Mistrzostwa Europy w Trójboju Siłowym Klasycznym, federacja WPA, 28.10.2016 r., Łutsk Ukraina,
37. I miejsce w kat do 90 kg (242,5 kg + 125 kg + 252,5 kg = 620 kg), cztery rekordy świata, Mistrzostwa Europy w Trójboju Siłowym, federacja WPA, 28.10.2016 r., Łutsk Ukraina,
38. I miejsce w kat do 90 kg (180 kg + 92,5 kg + 215 kg = 487,5 kg), Mistrzostwa Europy w Martwym Ciągu Klasycznym, federacja WPA, 28.10.2016 r., Łutsk Ukraina,
39. I miejsce w kat do 100 kg (175 kg), dwa rekordy świata, Mistrzostwa Polski w Przysiadzie Klasycznym, federacja PUTS, 01 – 02.04.2017 r., Zalesie,
40. I miejsce w kat do 100 kg (212,5 kg), dwa rekordy świata, Mistrzostwa Polski w Martwym Ciągu Klasycznym, federacja PUTS, 01 – 02.04.2017 r., Zalesie,
41. I miejsce w kat do 100 kg (115 kg), Mistrzostwa Europy w Wyciskaniu Leżąc, federacja WPA, 19.05.2017 r., Łutsk Ukraina,
42. I miejsce w kat do 100 kg (92,5 kg), Mistrzostwa Europy w Wyciskaniu Leżąc Klasycznym, federacja WPA, 19.05.2017 r., Łutsk Ukraina,
43. I miejsce w kat do 100 kg (215 kg), Mistrzostwa Europy w Martwym Ciągu, federacja WPA, 19.05.2017 r., Łutsk Ukraina,
44. I miejsce w kat do 100 kg (190 kg), Mistrzostwa Europy w Martwym Ciągu Klasycznym, federacja WPA, 19.05.2017 r., Łutsk Ukraina,
45. I miejsce w kat do 100 kg (560 kg), Mistrzostwa Europy w Trójboju Siłowym, federacja WPA, 19.05.2017 r., Łutsk Ukraina,
46. I miejsce w kat do 100 kg (452,5 kg), Mistrzostwa Europy w Trójboju Siłowym Klasycznym, federacja WPA, 19.05.2017 r., Łutsk Ukraina,
47. I miejsce w kat do 100 kg (215 kg), trzy rekordy świata, Mistrzostwa Europy w Martwym Ciągu Klasycznym, federacja WUAP, 13 – 16.06.2017 r., Telfs Austria,
48. I miejsce w kat do 100 kg (240 kg), dwa rekordy świata, Mistrzostwa Europy w Martwym Ciągu, federacja WUAP, 13 – 16.06.2017 r., Telfs Austria,
49. I miejsce w kat do 100 kg (167,5 kg + 92,5kg + 210 kg = 470 kg), Mistrzostwa Europy w Trójboju Siłowym Klasycznym, federacja WUAP, 13 – 16.06.2017 r., Telfs Austria,
50. I miejsce w kat do 100 kg (220 kg + 107,5 kg + 247,5 kg = 575 kg), Mistrzostwa Europy w Trójboju Siłowym, federacja WUAP, 13 – 16.06.2017 r., Telfs Austria,
51. I miejsce w kat do 90 kg (240 kg), jeden rekord świata, Mistrzostwa Europy w Martwym Ciągu, federacja GPC, 25.06 – 01.07.2017 r., Biała Podlaska,
52. I miejsce w kat do 90 kg (210 kg), Mistrzostwa Europy w Martwym Ciągu Klasycznym, federacja GPC, 25.06 – 01.07.2017 r., Biała Podlaska,
53. I miejsce w kat do 90 kg (112,5 kg), Mistrzostwa Europy w Wyciskaniu Leżąc, federacja GPC, 25.06 – 01.07.2017 r., Biała Podlaska,
54. I miejsce w kat do 90 kg (92,5 kg), Mistrzostwa Europy w Wyciskaniu Leżąc Klasycznym, federacja GPC, 25.06 – 01.07.2017 r., Biała Podlaska,
55. I miejsce w kat do 90 kg (225 kg + 120 kg + 230 kg = 575 kg), Mistrzostwa Świata w Trójboju Siłowym, federacja GPC, 16 – 23.09.2017 r., Trutnow Czechy,
56. II miejsce w kat do 90 kg (280 kg + 95 kg + 210 kg = 485 kg), jeden rekord świata, Mistrzostwa Świata w Trójboju Siłowym Klasycznym, federacja GPC, 16 – 23.09.2017 r., Trutnow Czechy,
57. I miejsce w kat do 90 kg (165 kg), Mistrzostwa Świata w Przysiadzie Klasycznym, federacja GPC, 16 – 23.09.2017 r., Trutnow Czechy,
58. I miejsce w kat do 90 kg (227,5 kg), dwa rekordy świata, Mistrzostwa Świata w Przysiadzie, federacja GPC, 16 – 23.09.2017 r., Trutnow Czechy,
59. I miejsce w kat do 90 kg (240 kg), jeden rekord świata, Mistrzostwa Świata w Martwym Ciągu, federacja GPC, 16 – 23.09.2017 r., Trutnow Czechy,
60. II miejsce w kat do 90 kg (205 kg), Mistrzostwa Świata w Martwym Ciągu Klasycznym, federacja GPC, 16 – 23.09.2017 r., Trutnow Czechy,
61. I miejsce w kat do 90 kg (170 kg + 95 kg + 205 kg = 470 kg), Puchar świata w Trójboju Siłowym Klasycznym, federacja GPC, 06 – 08.10.2017 r., Miszkok Węgry,
62. I miejsce w kat do 90 kg (222,5 kg + 117,5 kg + 242,5 kg = 582,5 kg), jeden rekord świata, Puchar Świata w Trójboju Siłowym Klasycznym, federacja GPC, 06 – 08.10.2017 r., Miszkok Węgry,
63. I miejsce w kat do 90 kg (170 kg), jeden rekord świata, Puchar Świata w Przysiadzie Klasycznym, federacja GPC, 06 – 08.10.2017 r., Miszkok Węgry,
64. I miejsce w kat do 90 kg (222,5 kg), Puchar Świata w Przysiadzie, federacja GPC, 06 – 08.10.2017 r., Miszkok Węgry,
65. I miejsce w kat do 90 kg (205 kg), Puchar Świata w Martwym Ciągu Klasycznym, federacja GPC, 06 – 08.10.2017 r., Miszkok Węgry,
66. I miejsce w kat do 90 kg (215 kg), Puchar Świata w Martwym Ciągu, federacja GPC, 06 – 08.10.2017 r., Miszkok Węgry,
67. I miejsce w kat do 90 kg (200 kg), Mistrzostwa Świata w Martwym Ciągu Klasycznym, federacja WUAP, 17 – 22.10.2017 r., Praga,
68. I miejsce w kat do 90 kg (255 kg), Mistrzostwa Świata w Martwym Ciągu, federacja WUAP, 17 – 22.10.2017 r., Praga,
69. I miejsce w kat do 90 kg (180 kg + 95 kg + 205 kg = 480 kg), jeden rekord świata, Mistrzostwa Świata w Trójboju Siłowym Klasycznym, federacja WUAP, 17 – 22.10.2017 r., Praga,
70. I miejsce w kat do 90 kg (230 kg + 120 kg + 235 kg = 585 kg), Mistrzostwa Świata w Trójboju Siłowym, federacja WUAP, 17 – 22.10.2017 r., Praga,
71. I miejsce w kat do 100 kg (167,5 kg + 95 kg + 212,5 kg = 475 kg), jeden rekord świata, Mistrzostwa Świata w Trójboju Siłowym Klasycznym, federacja WPA, 30.11 – 03.12.2017 r., Siedlce,
72. I miejsce w kat do 100 kg (225 kg + 120 kg + 245 kg = 590 kg), jeden rekord świata, Mistrzostwa Świata w Trójboju Siłowym, federacja WPA, 30.11 – 03.12.2017 r., Siedlce,
73. I miejsce w kat do 100 kg (212,5 kg), jeden rekord świata, Mistrzostwa Świata w Martwym Ciągu Klasycznym, federacja WPA, 30.11 – 03.12.2017 r., Siedlce,
74. I miejsce w kat do 100 kg (245 kg), jeden rekord świata, Mistrzostwa Świata w Martwym Ciągu, federacja WPA, 30.11 – 03.12.2017 r., Siedlce,
75. I miejsce w kat do 90 kg (175 kg + 92,5 + 200 kg = 467,5 kg), pięć rekordów świata, Mistrzostwa Europy w Trójboju Siłowym Klasycznym, federacja WPF oraz MPF, 06 – 08.04.2018 r., Siedlce[9],
76. I miejsce w kat do 90 kg (195 kg), dwa rekordy świata, Mistrzostwa Europy w Martwym Ciągu Klasycznym, federacja WPF oraz MPF, 06 – 08.04.2018 r., Siedlce[9],
77. I miejsce w kat do 100 kg (165 kg + 90 kg + 205 kg = 460 kg), Mistrzostwa Świata w Trójboju Siłowym Klasycznym, federacja WPF oraz MPF, 18 – 21.05.2018 r., Łutsk[10],
78. I miejsce w kat do 100 kg (230 kg + 105 kg + 235 kg = 570 kg), Mistrzostwa Świata w Trójboju Siłowym, federacja WPF oraz MPF, 18 – 21.05.2018 r., Łutsk[11],
79. I miejsce w kat do 100 kg (205 kg), Mistrzostwa Świata w Martwym Ciągu Klasycznym, federacja WPF, 18 – 21.05.2018 r., Łutsk[12],
80. I miejsce w kat do 100 kg (235 kg), Mistrzostwa Świata w Martwym Ciągu, federacja WPF, 18 – 21.05.2018 r., Łutsk[12],
81. II miejsce w kat do 90 kg (170 kg + 92,5 kg + 210 kg = 472,5 kg), Mistrzostwa Europy w Trójboju Siłowym Klasycznym, federacja WUAP, 13 – 17.06.2018 r., Pabianice[13],
82. I miejsce w kat do 90 kg (200 kg + 102,5 kg + 220 = 522,5 kg), Mistrzostwa Europy w Trójboju Siłowym, federacja WUAP, 13 – 17.06.2018 r., Pabianice[14],
83. I miejsce w kat do 100 kg (205 kg), Mistrzostwa Europy w Martwym Ciągu Klasycznym, federacja WUAP, 13 – 17.06.2018 r., Pabianice[15],
84. II miejsce w kat do 100 kg (235 kg), Mistrzostwa Europy w Martwym Ciągu, federacja WUAP, 13 – 17.06.2018 r., Pabianice[15],
85. I miejsce w kat do 100 kg (225 kg + 111 kg + 240 kg = 576 kg), jedenaście rekordów świata, Mistrzostwa Europy w Trójboju Siłowym, federacja WPC, 27 – 29.06.2018 r., Le Pond Francja[16]
86. I miejsce w kat do 100 kg (210 kg), Mistrzostwa Europy w Martwym Ciągu Klasycznym, federacja WPC, 27 – 29.06.2018 r., Le Pond Francja[17],
87. I miejsce w kat do 100 kg (246 kg), jeden rekord świata, Mistrzostwa Europy w Martwym Ciągu, federacja WPC, 27 – 29.06.2018 r., Le Pond Francja[18],
88. I miejsce w kat do 90 kg (215 kg + 105 kg + 230 kg = 550 kg), Mistrzostwa Świata w Trójboju Siłowym, federacja WUAP, 17 – 19.10.2018 r., Trnawa[19],
89. I miejsce w kat do 90 kg (235 kg), Mistrzostwa Świata w Martwym Ciągu, federacja WUAP, 17 – 19.10.2018 r., Trnawa[20],
90. I miejsce w kat do 100 kg (187,5 kg), Mistrzostwa Świata w Martwym Ciągu Klasycznym, federacja WUAP, 17 – 19.10.2018 r., Trnawa[21],
91. I miejsce w kat do 90 kg (220 kg), Mistrzostwa Polski w Przysiadzie, federacja XPC, 19.09.2018 r., Łuków[22],
92. I miejsce w kat do 90 kg (205 kg), Mistrzostwa Polski w Martwym Ciągu Klasycznym, federacja XPC, 19.09.2018 r., Łuków[23],
93. I miejsce w kat do 90 kg (225 kg), Mistrzostwa Polski w Martwym Ciągu, federacja XPC, 19.09.2018 r., Łuków[24],

### Grupa Startowa Masters VI (65 - 69 lat)
1. I miejsce w kat do 90 kg (155 kg + 90 kg + 192,5 kg + 437,5 kg), pięć rekordów świata, jeden rekord Polski, Mistrzostwa Europy w Trójboju Siłowym Klasycznym, 17 – 18.11.2018 r., Tbilisi Gruzja[25],
2. I miejsce w kat do 90 kg (205 kg + 107,5 kg + 220 kg = 532,5 kg), osiem rekordów świata, Mistrzostwa Europy w Trójboju Siłowym, 17 – 18.11.2018 r., Tbilisi Gruzja[25],
3. I miejsce w kat do 90 kg (192,5 kg), jeden rekord świata, Mistrzostwa Europy w Martwym Ciągu Klasycznym, 17 – 18.11.2018 r., Tbilisi Gruzja[26],
4. I miejsce w kat do 90 kg (220 kg), jeden rekord świata, Mistrzostwa Europy w Martwym Ciągu, 17 – 18.11.2018 r., Tbilisi Gruzja[26],
5. I miejsce w kat do 100 kg (170 kg + 87,5 kg + 192,5 kg = 450 kg), dwa rekordy świata, Mistrzostwa Świata w Trójboju Siłowym Klasycznym, federacja WPA, 16 – 19.05.2019 r., Ukraina[27],
6. I miejsce w kat do 100 kg (170 kg + 87,5 kg + 192,5 kg = 450 kg), Mistrzostwa Świata w Trójboju Siłowym Klasycznym, federacja WPA, kategoria Military/ Fire/Police, 16 – 19.05.2019 r., Ukraina[27],
7. I miejsce w kat do 100 kg (215 kg + 105 kg + 215 kg = 535 kg), dziewięć rekordów świata, Mistrzostwa Świata w Trójboju Siłowym, federacja WPA, 16 – 19.05.2019 r., federacja WPA, Ukraina[27],
8. I miejsce w kat do 100 kg (215 kg + 105 kg + 215 kg = 535 kg), Mistrzostwa Świata w Trójboju Siłowym, federacja WPA, kategoria Military/Fire/Police, 16 – 19.05.2019 r., federacja WPA, Ukraina[27],
9. I miejsce w kat do 100 kg (192,5 kg), Mistrzostwa Świata w Martwym Ciągu Klasycznym, 16 – 19.05.2019 r., federacja WPA, Ukraina[27],
10. I miejsce w kat do 100 kg (192,5 kg), Mistrzostwa Świata w Martwym Ciągu Klasycznym, 16 – 19.05.2019 r., kategoria Military/Fire/Police, federacja WPA, Ukraina[27],
11. I miejsce w kat do 100 kg (215 kg), Mistrzostwa Świata w Martwym Ciągu, 16 – 19.05.2019 r., federacja WPA, Ukraina[27],
12. I miejsce w kat do 100 kg (215 kg), Mistrzostwa Świata w Martwym Ciągu, 16 – 19.05.2019 r., kategoria Military/Fire/Police, federacja WPA, Ukraina[27],
13. I miejsce w kat do 90 kg (160 kg + 85 kg + 180 kg = 425 kg), trzy rekordy Świata, Mistrzostwa Europy w Trójboju Siłowym Klasycznym, federacja XPC, 25.05.2019 r., Cadca Słowacja[28],
14. I miejsce w kat do 90 kg (200 kg + 107,5 kg + 200 kg = 507 kg), trzy rekordy Świata, Mistrzostwa Europy w Trójboju Siłowym, federacja XPC, 25.05.2019 r., Cadca Słowacja[28],
15. I miejsce w kat do 90 kg (160 kg), Mistrzostwa Europy w Przysiadzie Klasycznym, jeden rekord Świata, federacja XPC, 25.05.2019 r., Cadca Słowacja[29],
16. I miejsce w kat do 90 kg (200 kg), Mistrzostwa Europy w Przysiadzie, jeden rekord Świata, federacja XPC, 25.05.2019 r., Cadca Słowacja[29],
17. I miejsce w kat do 90 kg (85 kg), Mistrzostwa Europy w Wyciskaniu Leżąc Klasycznie, federacja WPA, 22.11.2019 r., Pabianice Polska,
18. I miejsce w kat do 90 kg (105 kg), Mistrzostwa Europy w Wyciskaniu Leżąc, federacja WPA, 22.11.2019 r., Pabianice Polska,
19. I miejsce w kat do 90 kg (165 kg), Mistrzostwa Europy w Martwym Ciągu Klasycznie, federacja WPA, 22.11.2019 r., Pabianice Polska,
20. I miejsce w kat do 90 kg (170 kg), Mistrzostwa Europy w Martwym Ciągu, federacja WPA, 22.11.2019 r., Pabianice Polska,
21. II miejsce w kat do 90 kg (80 kg), Mistrzostwa Europy w Wyciskaniu Leżąc Klasycznie, federacja XPC, 29.08.2020 r., Siedlce Polska.
22. I miejsce w kat do 90 kg (80 kg), Mistrzostwa Europy w Wyciskaniu Leżąc Klasycznie, kategoria Military/Fire/Police, federacja XPC, 29.08.2020 r., Siedlce Polska,
23. II miejsce w kat do 90 kg (92,5 kg), Mistrzostwa Europy w Wyciskaniu Leżąc, federacja XPC, 29.08.2020 r., Siedlce Polska,
24. I miejsce w kat do 90 kg (92,5 kg), Mistrzostwa Europy w Wyciskaniu Leżąc, kategoria Military/Fire/Police, federacja XPC, 29.08.2020 r., Siedlce Polska,
25. II miejsce w kat do 90 kg (180 kg), Mistrzostwa Europy w Martwym Ciągu Klasycznym, federacja XPC, 29.08.2020 r., Siedlce Polska,
26. I miejsce w kat do 90 kg (180 kg), Mistrzostwa Europy w Martwym Ciągu Klasycznym, kategoria Military/Fire/Police, federacja XPC, 29.08.2020 r., Siedlce Polska,
27. I miejsce w kat do 90 kg (190 kg), Mistrzostwa Europy w Martwym Ciągu, federacja XPC, 29.08.2020 r., Siedlce Polska,
28. I miejsce w kat do 90 kg (190 kg), Mistrzostwa Europy w Martwym Ciągu, kategoria Military/Fire/Police, federacja XPC, 29.08.2020 r., Siedlce Polska,
29. I miejsce w kat do 90 kg (97,5 kg), Mistrzostwa Europy w Wyciskaniu Leżąc, GPC, 03 – 04.09.2020 r., Trnava Słowacja[30],
30. I miejsce w kat do 90 kg (85 kg), Mistrzostwa Europy w Wyciskaniu Leżąc Klasycznie, federacja GPC, 03 – 04.09.2020 r., Trnava Słowacja[30],
31. I miejsce w kat do 90 kg (167,5 kg), Mistrzostwa Europy w Martwym Ciągu Klasycznie, federacja GPC, 03 – 04.09.2020 r., Trnava Słowacja[30],
32. I miejsce w kat do 90 kg (190 kg), dwa rekordy Europy, Mistrzostwa Europy w Martwym Ciągu, federacja GPC, 03 – 04.09.2020 r., Trnava Słowacja[31],
33. I miejsce w kat do 90 kg (97,5 kg), Puchar Świata w Wyciskaniu Leżąc, federacja XPC, 22.11.2020 r., Siedlce Polska,
34. I miejsce w kat do 90 kg (97,5 kg), Puchar Świata w Wyciskaniu Leżąc, kategoria Military/Fire/Police, federacja XPC, 22.11.2020 r., Siedlce Polska,
35. I miejsce w kat do 90 kg (175 kg), Puchar Świata w Martwym Ciągu Klasycznie, federacja XPC, 22.11.2020 r., Siedlce Polska,
36. I miejsce w kat do 90 kg (175 kg), Puchar Świata w Martwym Ciągu Klasycznie, kategoria Military/Fire/Police, federacja XPC, 22.11.2020 r., Siedlce Polska,
37. I miejsce w kat do 90 kg (185 kg), Puchar Świata w Martwym Ciągu, federacja XPC, 22.11.2020 r., Siedlce Polska,
38. I miejsce w kat do 90 kg (185 kg), Puchar Świata w Martwym Ciągu, kategoria Military/Fire/Police federacja XPC, 22.11.2020 r., Siedlce Polska,
39. I miejsce w kat do 90 kg (82,5 kg), Mistrzostwa Europy w Wyciskaniu Leżąc Klasycznie, federacja XPC, 20.03.2021 r., Siedlce Polska[32],
40. I miejsce w kat do 90 kg (82,5 kg), Mistrzostwa Europy w Wyciskaniu Leżąc Klasycznie, kategoria Military/Fire/Police, federacja XPC, 20.03.2021 r., Siedlce Polska[32],
41. I miejsce w kat do 90 kg (102,5 kg), Mistrzostwa Europy w Wyciskaniu Leżąc, federacja XPC, 20.03.2021 r., Siedlce Polska[32],
42. I miejsce w kat do 90 kg (102,5 kg), Mistrzostwa Europy w Wyciskaniu Leżąc, kategoria Military/Fire/Police, federacja XPC, 20.03.2021 r., Siedlce Polska[32],
43. I miejsce w kat do 90 kg (170 kg), Mistrzostwa Europy w Martwym Ciągu Klasycznie, federacja XPC, 20.03.2021 r., Siedlce Polska[32],
44. I miejsce w kat do 90 kg (170 kg), Mistrzostwa Europy w Martwym Ciągu Klasycznie, kategoria Military/Fire/Police federacja XPC, 20.03.2021 r., Siedlce Polska[32],
45. I miejsce w kat do 90 kg (205 kg), dwa rekordy Europy, Mistrzostwa Europy w Martwym Ciągu, federacja XPC, 20.03.2021 r., Siedlce Polska[32],
46. I miejsce w kat do 90 kg (205 kg), dwa rekordy Europy, Mistrzostwa Europy w Martwym Ciągu, kategoria Military/Fire/Police federacja XPC, 20.03.2021 r., Siedlce Polska[32],
47. I miejsce w kat do 100 kg (85 kg), jeden rekord Świata, Mistrzostwa Świata w Wyciskaniu Leżąc Klasycznie, federacja WPA, 15.04.2021 r., Pabianice Polska[33],
48. III miejsce w kat + 40 lat we wszystkich wagach (85 kg), jeden rekord Świata, Mistrzostwa Świata w Wyciskaniu Leżąc Klasycznie, kategoria Military/Fire/Police, federacja WPA, 15.04.2021 r., Pabianice Polska[33],
49. I miejsce w kat do 100 kg (100 kg), jeden rekord Świata, Mistrzostwa Świata w Wyciskaniu Leżąc, federacja WPA, 15.04.2021 r., Pabianice Polska[33],
50. I miejsce w kat do 100 kg (100 kg), jeden rekord Świata, Mistrzostwa Świata w Wyciskaniu Leżąc, kategoria Military/Fire/Police, federacja WPA, 15.04.2021 r., Pabianice Polska[33],
51. I miejsce w kat do 100 kg (185 kg), trzy rekordy Świata, Mistrzostwa Świata w Martwym Ciągu Klasycznie, federacja WPA, 15.04.2021 r., Pabianice Polska[33],
52. II miejsce w kat + 40 lat we wszystkich wagach (185 kg), trzy rekordy Świata, Mistrzostwa Świata w Martwym Ciągu Klasycznie, kategoria Military/Fire/Police, federacja WPA, 15.04.2021 r., Pabianice Polska[33],
53. I miejsce w kat do 100 kg (200 kg), trzy rekordy Świata, Mistrzostwa Świata w Martwym Ciągu, federacja WPA, 15.04.2021 r., Pabianice Polska[33],
54. I miejsce w kat do 100 kg (200 kg), trzy rekordy Świata, Mistrzostwa Świata w Martwym Ciągu, kategoria Military/Fire/Police, federacja WPA, 15.04.2021 r., Pabianice Polska[33],
55. I miejsce w kat do 100 kg (270 kg), trzy rekordy Świata, Mistrzostwa Świata w Wyciskaniu Klasycznie i Martwym Ciągu Klasycznie, federacja WPA, 15.04.2021 r., Pabianice Polska[33],
56. I miejsce w kat do 100 kg (270 kg), trzy rekordy Świata, Mistrzostwa Świata w Wyciskaniu Klasycznie i Martwym Ciągu Klasycznie, kategoria Military/Fire/Police, federacja WPA, 15.04.2021 r., Pabianice Polska[33],
57. I miejsce w kat do 100 kg (300 kg), trzy rekordy Świata, Mistrzostwa Świata w Wyciskaniu i Martwym Ciągu, federacja WPA, 15.04.2021 r., Pabianice Polska[33],
58. I miejsce w kat do 100 kg (177,5 kg), Mistrzostwa Polski w Martwym Ciągu Klasycznie, federacja XPC, 22.05.2021 r., Siedlce Polska[34],
59. I miejsce w kat do 100 kg (192,5 kg), Mistrzostwa Polski w Martwym Ciągu, federacja XPC, 22.05.2021 r., Siedlce Polska[34],
60. I miejsce w kat do 90 kg (82,5 kg), Mistrzostwa Świata w Wyciskaniu Leżąc, federacja GPC, 22 – 24.10.2021 r., Pabianice,
61. II miejsce w kat do 90 kg (175 kg), Mistrzostwa Świata w Martwym Ciągu Klasycznie, federacja GPC, 22 – 24.10.2021 r., Pabianice,
62. I miejsce w kat do 90 kg (180 kg), Mistrzostwa Świata w Martwym Ciągu, federacja GPC, 22 – 24.10.2021 r., Pabianice,
63. III miejsce w kat do 90 kg (72,5 kg), Puchar Świata w Wyciskaniu Leżąc Klasycznie, federacja XPC, 21.11.2021 r., Siedlce[35],
64. I miejsce w kat do 90 kg (72,5 kg), Puchar Świata w Wyciskaniu Leżąc Klasycznie, kategoria Military/Fire/Police, federacja XPC, 21.11.2021 r., Siedlce[35],
65. II miejsce w kat do 90 kg (75 kg), Puchar Świata w Wyciskaniu Leżąc, federacja XPC, 21.11.2021 r., Siedlce,
66. I miejsce w kat do 90 kg (75 kg), Puchar Świata w Wyciskaniu Leżąc, kategoria Military/Fire/Police, federacja XPC, 21.11.2021 r., Siedlce[35],
67. I miejsce w kat do 90 kg (182,5 kg), Puchar Świata w Martwym Ciągu Klasycznie, federacja XPC, 21.11.2021 r., Siedlce[35],
68. I miejsce w kat do 90 kg (182,5 kg), Puchar Świata w Martwym Ciągu Klasycznie, kategoria Military/Fire/Police, federacja XPC, 21.11.2021 r., Siedlce[35],
69. I miejsce w kat do 90 kg (182,5 kg), Puchar Świata w Martwym Ciągu, federacja XPC, 21.11.2021 r., Siedlce[35],
70. I miejsce w kat do 90 kg (182,5 kg), Puchar Świata w Martwym Ciągu, kategoria Military/Fire/Police, federacja XPC, 21.11.2021 r., Siedlce[35],
71. I miejsce w kat do 100 kg (75 kg), Mistrzostwa Europy w Wyciskaniu Leżąc Klasycznie, federacja XPC, 09.04.2022 r., Siedlce[36],
72. I miejsce w kat do 100 kg (75 kg), Mistrzostwa Europy w Wyciskaniu Leżąc Klasycznie, kategoria Military/Fire/Police, federacja XPC, 09.04.2022 r., Siedlce[36],
73. I miejsce w kat do 100 kg (170 kg), Mistrzostwa Europy w Martwym Ciągu Klasycznie, federacja XPC, 09.04.2022 r., Siedlce[36],
74. I miejsce w kat do 100 kg (170 kg), Mistrzostwa Europy w Martwym Ciągu Klasycznie, kategoria Military/Fire/Police, federacja XPC, 09.04.2022 r., Siedlce[36],
75. I miejsce w kat do 100 kg (170 kg), Mistrzostwa Europy w Martwym Ciągu, federacja XPC, 09.04.2022 r., Siedlce[36],
76. I miejsce w kat do 100 kg (170 kg), Mistrzostwa Europy w Martwym Ciągu, kategoria Military/Fire/Police, federacja XPC, 09.04.2022 r., Siedlce[36],
77. I miejsce w kat do 90 kg (90 kg), Mistrzostwa Europy w Wyciskaniu Leżąc, federacja GPC, 01 - 03.07.2022 r., Trutnov Czechy[37],
78. I miejsce w kat do 90 kg (77,5 kg), Mistrzostwa Europy w Wyciskaniu Leżąc Klasycznie, federacja GPC, 01 - 03.07.2022 r., Trutnov Czechy[37],
79. I miejsce w kat do 90 kg (180 kg), Mistrzostwa Europy w Martwy Ciąg Klasyczny, federacja GPC, 01 - 03.07.2022 r., Trutnov Czechy[37],
80. I miejsce w kat do 90 kg (202,5 kg), Mistrzostwa Europy w Martwy Ciąg, federacja GPC, 01 - 03.07.2022 r., Trutnov Czechy[37],
81. I miejsce w kat do 90 kg (202,5 kg), Mistrzostwa Europy w Martwy Ciąg, klasyfikacja OPEN, federacja GPC, 01 - 03.07.2022 r., Trutnov Czechy[37],
82. I miejsce w kat do 90 kg (75 kg), Mistrzostwa Świata w Wyciskaniu Sztangi Leżąc Klasycznie, federacja WUAP, 30.09.2022 r., Fraureuth Niemcy[36],
83. I miejsce w kat do 90 kg (92,5 kg), Mistrzostwa Świata w Wyciskaniu Sztangi Leżąc, federacja WUAP, 30.09.2022 r., Fraureuth Niemcy[36],
84. I miejsce w kat do 90 kg (175 kg), Mistrzostwa Świata w Martwym Ciągu Klasycznie, federacja WUAP, 30.09.2022 r., Fraureuth Niemcy[36],
85. III miejsce w kat do 90 kg (175 kg), Mistrzostwa Świata w Martwym Ciągu Klasycznie, klasyfikacja OPEN, federacja WUAP, 30.09.2022 r., Fraureuth Niemcy[36],
86. I miejsce w kat do 90 kg (200 kg), dwa rekordy Świata, Mistrzostwa Świata w Martwym Ciągu, federacja WUAP, 30.09.2022 r., Fraureuth Niemcy[36],
87. II miejsce w kat do 90 kg (200 kg), Mistrzostwa Świata w Martwym Ciągu, klasyfikacja OPEN, federacja WUAP, 30.09.2022 r., Fraureuth Niemcy[36],
88. III miejsce w kat do 90 kg (67,5 kg), Mistrzostwa Świata w Wyciskaniu Sztangi Leżąc Klasycznie, federacja GPC, 17 - 23.10.2022, Trnawa Słowacja[38],
89. I miejsce w kat do 90 kg (90 kg), Mistrzostwa Świata w Wyciskaniu Sztangi Leżąc, federacja GPC, 17 - 23.10.2022, Trnawa Słowacja[38],
90. I miejsce w kat do 90 kg (170 kg), Mistrzostwa Świata w Martwym Ciągu Klasycznie, federacja GPC, 17 - 23.10.2022, Trnawa Słowacja[38],
91. I miejsce w kat do 90 kg (197,5 kg), Mistrzostwa Świata w Martwym Ciągu, federacja GPC, 17 - 23.10.2022, Trnawa Słowacja[38],
92. I miejsce w kat do 90 kg (92,5 kg), Mistrzostwa Świata w Wyciskaniu Leżąc, federacja XPC, 26 - 27.11.2022 r., Siedlce[36],
93. I miejsce w kat do 90 kg (92,5 kg), Mistrzostwa Świata w Wyciskaniu Leżąc, klasyfikacja Military/Fire/Police, federacja XPC, 26 - 27.11.2022 r., Siedlce[36],
94. I miejsce w kat do 90 kg (175 kg), jeden rekord Europy, Mistrzostwa Świata w Martwym Ciągu Klasycznie, federacja XPC, 26 - 27.11.2022 r., Siedlce[36],
95. I miejsce w kat do 90 kg (175 kg), Mistrzostwa Świata w Martwym Ciągu Klasycznie, klasyfikacja Military/Fire/Police, federacja XPC, 26 - 27.11.2022 r., Siedlce[36],
96. I miejsce w kat do 90 kg (207,5 kg), trzy rekordy Europy, Mistrzostwa Świata w Martwym Ciągu, federacja XPC, 26 - 27.11.2022 r., Siedlce[36],
97. I miejsce w kat do 90 kg (207,5 kg), Mistrzostwa Świata w Martwym Ciągu, klasyfikacja Military/Fire/Police, federacja XPC, 26 - 27.11.2022 r., Siedlce[36],
98. I miejsce w kat. do 90 kg (87,5 kg), Mistrzostwa Europy w Wyciskanie Leżąc, federacja XPC, 25 - 26.03.2023 r., Siedlce[39],
99. I miejsce w kat. do 90 kg (87,5 kg), Mistrzostwa Europy w Wyciskanie Leżąc, klasyfikacja Military/Fire/Police, federacja XPC, 25 - 26.03.2023 r., Siedlce[39],
100. I miejsce w kat. do 90 kg (170 kg), Mistrzostwa Europy w Martwym Ciągu Klasycznie, federacja XPC, 25 - 26.03.2023 r., Siedlce[39],
101. I miejsce w kat. do 90 kg (170 kg), Mistrzostwa Europy w Martwym Ciągu Klasycznie, klasyfikacja Military/Fire/Police, federacja XPC, 25 - 26.03.2023 r., Siedlce[39],
102. I miejsce w kat. do 90 kg (185 kg), Mistrzostwa Europy w Martwym Ciągu, federacja XPC, 25 - 26.03.2023 r., Siedlce[39],
103. I miejsce w kat. do 90 kg (185 kg), Mistrzostwa Europy w Martwym Ciągu, klasyfikacja Military/Fire/Police, federacja XPC, 25 - 26.03.2023 r., Siedlce[39],
104. I miejsce w kat. do 90 kg (90 kg), Mistrzostwa Świata w Wyciskaniu Sztangi, federacja GPC, 29 - 30.04.2023 r., Trutnow Czechy,
105. I miejsce w kat. do 90 kg (172,5 kg), Mistrzostwa Świata w Martwy Ciąg Klasycznie, federacja GPC, 29 - 30.04.2023 r., Trutnow Czechy,
106. I miejsce w kat. do 90 kg (190 kg), Mistrzostwa Świata w Martwy Ciąg, federacja GPC, 29 - 30.04.2023 r., Trutnow Czechy,
107. ssss
108. I miejsce w kat do 95 kg (85 kg), Mistrzostwa Europy w Wyciskaniu Leżąc, federacja WUAP, 24 - 25.06.2023 r., Czeska Lipa Czechy[40],
109. I miejsce w kat do 90 kg (187,5 kg), Mistrzostwa Europy w Martwym Ciągu Klasycznie, federacja WUAP, 24 - 25.06.2023 r., Czeska Lipa Czechy[40],
110. I miejsce w kat do 95 kg (187,5 kg), Mistrzostwa Europy w Martwym Ciągu Klasycznie, federacja WUAP, klasyfikacja Masters VI, 24 - 25.06.2023 r., Czeska Lipa Czechy[40],
111. I miejsce w kat do 95 kg (200 kg), trzy rekordy Świata, Mistrzostwa Europy w Martwym Ciągu, federacja WUAP, 24 - 25.06.2023 r., Czeska Lipa Czechy[40],
112. I miejsce w kat do 95 kg (200 kg), trzy rekordy Świata, Mistrzostwa Europy w Martwym Ciągu, federacja WUAP, klasyfikacja Masters VI, 24 - 25.06.2023 r., Czeska Lipa Czechy[40],
113. I miejsce w kat do 90 kg (175 kg), Mistrzostwa Polski w Martwym Ciągu Klasycznie, federacja XPC, 28 - 29.09.2023 r., Siedlce[41],
114. I miejsce w kat do 90 kg (175 kg), Mistrzostwa Polski w Martwym Ciągu Klasycznie, klasyfikacja Military/Fire/Police, federacja XPC, 28 - 29.09.2023 r., Siedlce[41],
115. I miejsce w kat do 90 kg (180 kg), Mistrzostwa Polski w Martwym Ciągu, federacja XPC, 28 - 29.09.2023 r., Siedlce[41],
116. I miejsce w kat do 90 kg (180 kg), Mistrzostwa Polski w Martwym Ciągu, klasyfikacja Military/Fire/Police, federacja XPC, 28 - 29.09.2023 r., Siedlce[41].

### Grupa Startowa Masters VII (70 - 74 lat)
1. I miejsce w kat. do 90 kg (85 kg), Mistrzostwa Europy w Wyciskaniu, federacja WPA, Nowy Sącz, 17 - 18.11.2023 r.,
2. I miejsce w kat. do 90 kg (85 kg), Mistrzostwa Europy w Wyciskaniu, klasyfikacja Military/Fire/Police, federacja WPA, Nowy Sącz, 17 - 18.11.2023 r.,
3. I Miejsce w kat. 90 kg (72,5 kg - wyciskanie leżąc, 170 kg - martwy ciąg, 242,5 kg - dwubój), 6 rekordów Świata, Mistrzostwa Europy w Wyciskanie i Martwy Ciąg, federacja WUAP, Nowy Sącz, 17 - 18.11.2023 r.,
4. I Miejsce w kat. do 90 kg (72,5 kg - wyciskanie leżąc, 170 kg - martwy ciąg, 242,5 kg - dwubój), 6 rekordów Świata, Mistrzostwa Europy w Wyciskanie i Martwy Ciąg, klasyfikacja Masters VII, federacja WUAP, Nowy Sącz, 17 - 18.11.2023 r.,
5. I miejsce w kat. do 90 kg (165 kg), Puchar Świata w Martwym Ciągu Klasycznie, federacja XPC, 26.11.2023 r., Siedlce[42],
6. I miejsce w kat. do 90 kg (165 kg), Puchar Świata w Martwym Ciągu Klasycznie, klasyfikacja Masters VII, federacja XPC, 26.11.2023 r., Siedlce[42],
7. I miejsce w kat. do 90 kg (195 kg), Puchar Świata w Martwym Ciągu, federacja XPC, 26.11.2023 r., Siedlce[42],
8. I miejsce w kat. do 90 kg (195 kg), Puchar Świata w Martwym Ciągu, klasyfikacja Masters VII, federacja XPC, 26.11.2023 r., Siedlce[42].

### Grupa Startowa Masters VIII (75 - 79 lat)
1. I miejsce w kat. do 82,5 kg (82,5 kg), Mistrzostwa Polski w Wyciskaniu Leżąc, federacja GPC, Zalezie, 16 - 17.03.2024 r.,[43]
2. II miejsce w kat. do 82,5 kg (82,5 kg), Mistrzostwa Polski w Wyciskaniu Leżąc, klasyfikacja Military/Fire/Police, federacja GPC, Zalezie, 16 - 17.03.2024 r.,[43]
3. I miejsce w kat. do 82,5 kg (165 kg), Mistrzostwa Polski w Martwym Ciągu Klasycznie, federacja GPC, Zalezie, 16 - 17.03.2024 r.,[43]
4. II miejsce w kat. do 82,5 kg (165 kg), Mistrzostwa Polski w Martwym Ciągu Klasycznie, klasyfikacja Military/Fire/Police, federacja GPC, Zalezie, 16 - 17.03.2024 r.,[43]
5. I miejsce w kat. do 82,5 kg (172,5 kg), Mistrzostwa Europy w Martwym Ciągu Klasycznie, federacja GPC, Trutnov, Czechy, 19.05.2024 r.,
6. II miejsce w kat. do 82,5 kg (172,5 kg), Mistrzostwa Europy w Martwym Ciągu Klasycznie, klasyfikacja Military/Fire/Police federacja GPC, Trutnow, Czechy, 19.05.2024 r., wyniki: https://drive.google.com/drive/folders/1sFF3K_4cdKCyu8HFKUdkRaJgVaejdB0Z
7. I miejsce w kat. do 82,5 kg (200 kg), trzy rekordy Świata, Mistrzostwa Europy w Martwym Ciągu, federacja GPC, Trutnov, Czechy, 19.05.2024 r., wyniki: https://drive.google.com/drive/folders/1sFF3K_4cdKCyu8HFKUdkRaJgVaejdB0Z
8. I miejsce w kat. do 82,5 kg (75), Mistrzostwa Polski w Wyciskaniu Leżąc Klasycznie, federacja WPA, Łódź, 26.05.2024 r.,[36]
9. I miejsce w kat. do 82,5 kg (85), Mistrzostwa Polski w Wyciskaniu Leżąc, federacja WPA, Łódź, 26.05.2024 r.,[36]
10. I miejsce w kat. do 82,5 kg (175 kg), dwa rekordy Świata, Mistrzostwa Europy w Martwym Ciągu Klasycznie, federacja WUAP, Trnava, Słowacja, 15.06.2024 r.,[44]
11. I miejsce w kat. do 82,5 kg (190 kg), dwa rekordy Świata, Mistrzostwa Europy w Martwym Ciągu, federacja WUAP, Trnava, Słowacja, 15.06.2024 r.,[44]
12. I miejsce w kat. do 95 kg (180 kg), trzy rekordy Świata, Mistrzostwa Świata w Martwy Ciąg Klasycznie, federacja WUAP, Pohorelice, Czechy, 27.09.2024 r.,[45]
13. I miejsce w kat. do 95 kg (200 kg), dwa rekordy Świata, Mistrzostwa Świata w Martwy Ciąg, federacja WUAP, Pohorelice, Czechy, 27.09.2024 r.,[46]
14. I miejsce w kat. do 82,5 kg (177 kg), Mistrzostwa Świata w Martwym Ciągu Klasycznie, federacja GPC, Trnava, Słowacja, 12.10.2024 r.,[47]
15. I miejsce w kat. do 82,5 kg (202,5 kg), Mistrzostwa Świata w Martwym Ciągu, federacja GPC, Trnava, Słowacja, 12.10.2024 r.,[48]
16. I miejsce w kat. do 82,5 kg (80 kg), jeden rekord Europy, Mistrzostwa Świata w Wyciskaniu Leżąc Klasycznie, federacja WPA, Pabianice, 25.10.2024 r.,[36]
17. I miejsce w kat. do 82,5 kg (80 kg), Mistrzostwa Świata w Wyciskaniu Leżąc Klasycznie, klasyfikacja Military/Fire/Police, federacja WPA, Pabianice, 25.10.2024 r.,[36]
18. I miejsce w kat. do 82,5 kg (185 kg), jeden rekord Świata, Mistrzostwa Świata w Martwym Ciągu Klasycznie, federacja WPA, Pabianice, 25.10.2024 r.,[36]
19. I miejsce w kat. do 82,5 kg (185 kg), Mistrzostwa Świata w Martwym Ciągu Klasycznie, klasyfikacja Military/Fire/Police,  federacja WPA, Pabianice, 25.10.2024 r.,[36]
20. I miejsce w kat. do 82,5 kg (265 kg), jeden rekord Świata, Mistrzostwa Świata w Dwuboju Klasycznie, federacja WPA, Pabianice, 25.10.2024 r.,[36]
21. I miejsce w kat. do 82,5 kg (265 kg), jeden rekord Świata, Mistrzostwa Świata w Dwuboju Klasycznie, klasyfikacja Military/Fire/Police, federacja WPA, Pabianice, 25.10.2024 r..[36]
22. I miejsce w kat. do 82,5 kg (90 kg), Mistrzostwa Świata w Wyciskaniu Leżąc, federacja WPA, Pabianice, 25.10.2024 r.,[36]
23. I miejsce w kat. do 82,5 kg (90 kg), Mistrzostwa Świata w Wyciskaniu Leżąc, klasyfikacja Militafy/Fire/Police ,federacja WPA, Pabianice, 25.10.2024 r.,[36]
24. I miejsce w kat. do 82,5 kg (200 kg), dwa rekordy Świata, Mistrzostwa Świata w Martwym Ciągu, federacja WPA, Pabianice, 25.10.2024 r.,[36]
25. I miejsce w kat. do 82,5 kg (200 kg), dwa rekordy Świata, Mistrzostwa Świata w Martwym Ciągu, klasyfikacja Military/Fire/Police ,federacja WPA, Pabianice, 25.10.2024 r.,[36]
26. I miejsce w kat. do 82,5 kg (290 kg), dwa rekordy Świata, Mistrzostwa Świata w Dwuboju, federacja WPA, Pabianice, 25.10.2024 r.,[36]
27. I miejsce w kat. do 82,5 kg (290 kg), dwa rekordy Świata, Mistrzostwa Świata w Dwuboju, klasyfikacja Military/Fire/Police,federacja WPA, Pabianice, 25.10.2024 r.,[36]

Łącznie na mistrzostwach Świata i mistrzostwach Europy zdobył 237 rekordów Świata, 262 medali, 214 zwycięstw.
Mistrzostwa Świata, Puchar Świata: 129 złote medale, 10 srebrnych 6 brązowych.
Mistrzostwa Europy: 119 złotych medali, 13 srebrnych, 7 brązowych.
Mistrzostwa Polski: 113 medali
Wszystkich medali: 399
Legenda:
RŚ – Rekord Świata,
RE – Rekord Europy
WL – Wyciskanie Leżąc,
MC – martwy ciąg,
IPF – International Powerlifting Federation,
EPF – European Powerlifting Federation,
PUTS – Polska Unia Trójboju Siłowego,
MPF – Military and Police Fire.